# Joanna Haberko
Joanna Agnieszka Haberko – polska prawnik, profesor nauk społecznych w dyscyplinie nauk prawnych, specjalistka w zakresie prawa cywilnego, prawa rodzinnego i opiekuńczego oraz prawa medycznego, prodziekan ds. studenckich Wydziału Prawa i Administracji macierzystego Uniwersytetu.

## Życiorys
Doktoryzowała się w 2003 na podstawie pracy pt. Zawarcie umowy konsumenckiej. Habilitację uzyskała w 2012 na podstawie oceny dorobku naukowego i rozprawy Cywilnoprawna ochrona dziecka poczętego a stosowanie procedur medycznych. Jest pracownikiem Katedry Prawa Cywilnego, Handlowego i Ubezpieczeniowego Wydziału Prawa i Administracji UAM. W kadencji 2012-2016 prodziekan tego wydziału. Od 2024 roku pełni funkcję prodziekana ds. studenckich.
W latach 2013–2023 zasiadała w Komisji Bioetycznej Wielkopolskiej Izby Lekarskiej. W kadencji 2010-2014 członkini Krajowej Rady Transplantacyjnej przy ministrze zdrowia. Trzykrotna stypendystka rządu włoskiego (2004 – Università degli Studi di Ferrara, oraz 2007 i 2008 – Universita Cattolica del Sacro Cuore im. A. Gemelli w Rzymie). W 2016 została wyróżniona Honorowym Medalem Wielkopolskiej Izby Lekarskiej.
W 2021 otrzymała tytuł profesora nauk społecznych.
W 2023 na wniosek prezesa Agencji Badań Medycznych Radosława Sierpińskiego została powołana w skład Naczelnej Komisji Bioetycznej przez ministra zdrowia Adama Niedzielskiego.

## Publikacje
- Cywilnoprawna ochrona dziecka poczętego a stosowanie procedur medycznych (praca habilitacyjna), Warszawa 2010, ISBN 978-83-264-0387-3.
- Współczesne wyzwania bioetyczne (autorka rozdziału) wyd. 2010, ISBN 978-83-255-1178-4.
- Ustawa o pobieraniu, przechowywaniu i przeszczepianiu komórek, tkanek i narządów. Komentarz (wraz z I. Uhrynowską-Tyszkiewicz) Warszawa 2014, ISBN 978-83-264-3261-3.
- Ustawa o leczeniu niepłodności. Komentarz, wyd. Wolters Kluwer 2016, ISBN 978-83-8092-179-5.
- ponadto artykuły publikowane w czasopismach krajowych i zagranicznych, m.in. w „Ruchu Prawniczym, Ekonomicznym i Socjologicznym” oraz „Państwie i Prawie”[2]